# For the Revolution
For the Revolution peti je studijski album finskog melodičnog death metal sastava Kalmah. Album je 23. travnja 2008. godine objavila diskografska kuća Spikefarm Records.

## Popis pjesama
Tekstovi: Pekka Kokko. 
| 1.    | »For the Revolution«   | Antti Kokko        | 5:07 |
| 2.    | »Dead Man's Shadow«    | A. Kokko           | 5:01 |
| 3.    | »Holy Symphony of War« | A. Kokko           | 4:45 |
| 4.    | »Wings of Blackening«  | A. Kokko, P. Kokko | 5:01 |
| 5.    | »Ready for Salvation«  | P. Kokko           | 4:27 |
| 6.    | »Towards the Sky«      | P. Kokko           | 5:09 |
| 7.    | »Outremer«             | Marco Sneck        | 4:40 |
| 8.    | »Coward«               | P. Kokko           | 5:08 |
| 9.    | »Like a Slave«         | A. Kokko, Lede     | 4:41 |
| 43:59 |                        |                    |      |

## Zasluge
| Kalmah - Pekka Kokko – vokali, gitara - Antti Kokko – gitara - Marco Sneck – klavijature - Lede – bas-gitara - Janne Kusmin – bubnjevi |  | Ostalo osoblje - Ahti Kortelainen – snimanje, miksanje - Håkan Åkesson – mastering - Vesa Ranta – naslovnica, omot albuma, fotografija |